# Андреас Штайнгефель
Андреас Штайнгефель (нім. Andreas Steinhöfel; нар. 14 січня 1962, Баттенберг, Німеччина) — німецький письменник, автор творів для дітей та підлітків, перекладач, сценарист, лауреат численних міжнародних та національних літературних премій.

## Біографія
Народився в Баттенберзі, виріс у німецькому містечку Біденкопф.
Після закінчення гімназії вступив до Марбурзького університету, де спочатку навчався на вчителя, а згодом вивчав англістику, американістику та медіазнавство. Закінчив університет у 1991 р. У тому ж році випустив свою першу книгу «Дірк і я».
Здобув популярність після виходу книжок «Дірк і я», «Середина світу» та «Ріко, Оскар і тіні темніше темного». За останню Штайнгьофелю була присуджена Німецька молодіжна літературна премія. Книга видана в 28-ми країнах.
Після 20 років життя в Берліні Штайнгефель повернувся в Біденкопф. Працює перекладачем, літературним критиком, пише сценарії для радіо і телебачення.

## Особисте життя
Штайнгефель — відкритий гей. Він перебував у стосунках з музикантом Джанні Вітієлло до смерті останнього у 2009 році.

## Нагороди
- Тричі номінований на Німецьку молодіжну літературну премію (1999, 2002, 2009).
- Двічі стипендіат Премії імені Еріха Кестнера.
- Премія Buxtehuder Bulle (1999) за роман «Середина світу».

## Екранізації
4 липня 2014 р. вийшла однойменна екранізація першої частини трилогії про маленьких детективів Ріко та Оскара — «Ріко, Оскар і тіні темніше темного».
11 червня 2015 р. відбулася прем'єра другої частини трилогії — «Ріко, Оскар і справа про розбите серце».
На 28 квітня 2016 р. заплановано вихід екранізації останньої частини трилогії.
10 листопада 2016 р. на екрани виходить екранізація роману «Середина світу».

## Українські переклади
- Штайнгьофель, А. Середина світу [Текст] / Андреас Штайнгьофель ; пер. з нім. І. Загладько ; іл. О. Були. — Львів : Видавництво Старого Лева, 2016. — 432 с. : іл.